# Felsberg (Duitsland)
Felsberg is een gemeente in de Duitse deelstaat Hessen, gelegen in de Schwalm-Eder-Kreis. Felsberg telt 10.568 inwoners.

## Geografie
Felsberg heeft een oppervlakte van 83,27 km² en ligt in het centrum van Duitsland, iets ten westen van het geografisch middelpunt.

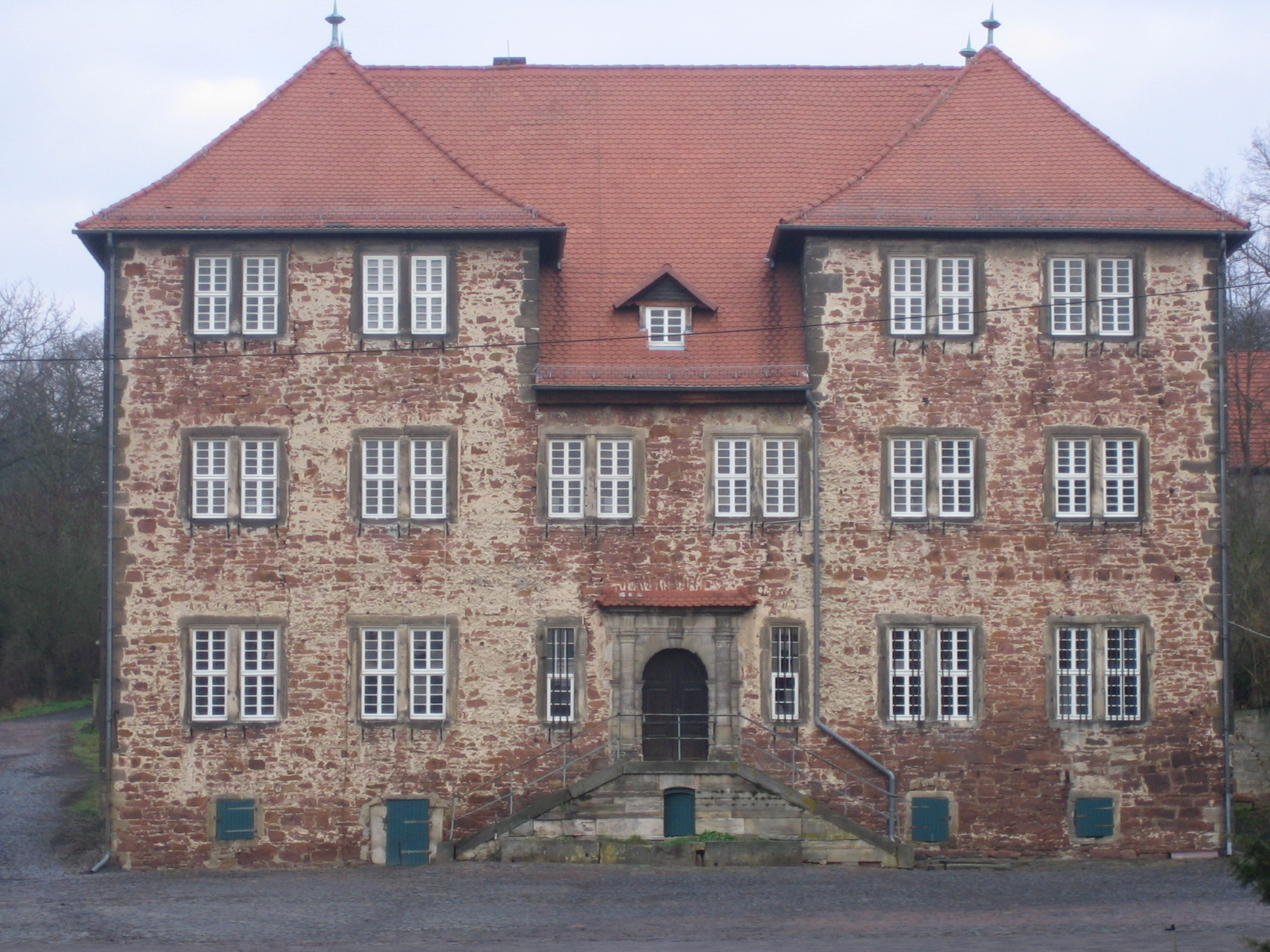
Staatsdomein

Bad Zwesten · Borken · Edermünde · Felsberg · Frielendorf · Fritzlar · Gilserberg · Gudensberg · Guxhagen · Homberg · Jesberg · Knüllwald · Körle · Malsfeld · Melsungen · Morschen · Neuental · Neukirchen · Niedenstein · Oberaula · Ottrau · Schrecksbach · Schwalmstadt · Schwarzenborn · Spangenberg · Wabern · Willingshausen